# Crossford
Crossford è un piccolo villaggio del Fife occidentale, Scozia, con una popolazione al censimento del 2001 di 2.544 abitanti, situato circa 1,6 km a ovest di Dunfermline e a 19 da Edimburgo.
Crossford è un villaggio dormitorio per i pendolari che lavorano prevalentemente a Edimburgo o Glasgow.